# Хубов, Георгий Никитич
Гео́ргий Ники́тич Ху́бов (26 апреля (9 мая) 1902, Карс, Карсская область, Российская империя, ныне Турция — 5 ноября 1981, Москва, РСФСР) — советский российский музыковед, педагог и общественный деятель.

## Биография
В 1920 году занимался в Одесской консерватории по классу фортепиано. В 1921—1922 годах продолжил занятия в Тбилисской консерватории у Захария Палиашвили (теория музыки) и Л. Л. Трусковского (фортепиано). С 1922 года — в Москве. В 1930 году окончил Московскую консерваторию по классу фортепиано у Василия Аргамакова и инструкторско-педагогический факультет. В 1930—1932 годах руководил музыкальной работой в Центральном парке культуры и отдыха имени Максима Горького, где организовал первую массовую музыкальную школу. В 1930 году начал научную и публицистическую деятельность. Был сотрудником Государственной академии искусствознания. В 1932—1935 годах — научный редактор издательства «Советская энциклопедия». В 1932—1939 годах — заместитель главного редактора, а в 1952—1957 годах — главный редактор журнала «Советская музыка». В 1941—1945 годах — главный редактор музыкального вещания Всесоюзного радио. В 1946—1952 годах — консультант по вопросам художественного вещания в аппарате ЦК КПСС. В 1952—1957 годах — Секретарь правления Союза композиторов СССР. В 1934—1939 годах преподавал историю музыки в Московской консерватории, где впервые начал вести курс истории советской музыки; в 1935 году становится доцентом. Выступал с докладами на съездах и пленумах Союза композиторов, на музыкальных конгрессах как в СССР так и за рубежом. Автор книг по вопросам русской, советской и зарубежной музыки. Член КПСС с 1943 года.
Был женат на переводчике Ревекке Гальпериной. Их сын — Никита Хубов, кинорежиссёр.
Умер в 1981 году. Похоронен на Армянском кладбище.

## Сочинения
- Массовая музыкальная работа в ЦПКиО имени Горького и проблема синтетических форм массового искусства. — М., 1932.
- А. П. Бородин. — М., 1933.
- Себастьян Бах. — М., 1936; 1963.
- Жизнь А. Серова. — М.-Л., 1950.
- Серов А. Н., Избранные статьи, т. 1-2. — М.-Л., 1950-1957 (редактор, автор предисловия и комментариев к ней).
- О задачах развития советской музыки. — М., 1953.
- О музыке и музыкантах. Сб. статей. — М., 1959.
- Арам Хачатурян. — М., 1962, 1967 (Перевод на армянский - Ереван, 1977).
- Мусоргский. — М., 1969.
- Музыкальная публицистика разных лет. — М., 1976

## Награды
- 1969 — Заслуженный деятель искусств РСФСР